# Edson Bonifácio
Boni, właśc. Edson Bonifácio (ur. 8 marca 1964 w Palmital) – piłkarz brazylijski występujący podczas kariery na pozycji środkowego obrońcy.

## Kariera klubowa
Karierę piłkarską Boni rozpoczął w klubie São Paulo FC w 1982. W lidze brazylijskiej zadebiutował 26 lutego 1983 w wygranym 3-0 meczu z Sergipe Aracaju. W 1985 był zawodnikiem Santa Cruz Recife. W latach 1989–1991 występował w Goiás EC. Z Goiás trzykrotnie zdobył mistrzostwo stanu Goiás – Campeonato Goiano w 1989, 1990 i 1991. W Goiás 19 maja 1991 w wygranym 3-0 meczu z Santosem FC Boni wystąpił po raz ostatni w lidze. Ogółem w latach 1983–1991 w lidze brazylijskiej rozegrał 44 spotkania.

## Kariera reprezentacyjna
Boni występował w olimpijskiej reprezentacji Brazylii. W 1983 uczestniczył w Igrzyskach Panamerykańskich, na których Brazylia zdobyła brązowy medal. Na turnieju w Caracas był rezerwowym i nie wystąpił w żadnym meczu.